# École technique supérieure d'architecture de Barcelone
L'École technique supérieure d'architecture de Barcelone (ETSAB) (en catalan Escola Tècnica Superior d'Arquitectura de Barcelona) est l'une des deux écoles publiques d'architecture qui font partie de l'Université polytechnique de Catalogne (Universitat Politècnica de Catalunya), la seconde étant l'École technique supérieure d'architecture du Vallès (Escola Tècnica Superior d'Arquitectura del Vallès).
De nombreux architectes célèbres en sont issus, comme Enric Miralles, Antoni Gaudí et Carme Pinós ou encore Ricardo Bofill et Beth Galí.

## Histoire
Ouverte de fait dès 1871, sous le règne d'Alphonse XII, l'école est fondée officiellement en 1875 sous le nom de Escola Provincial d'Arquitectura de Barcelona et était alors située au sein de l'édifice historique de l'Université de Barcelone, place de l'Université. Elle est la plus ancienne de Catalogne.
Elle s'appuie sur deux modèles pédagogiques : d'une part l'École Polytechnique qui structure les cours en matières avec prédominance des techniques et, d'autre part, l’École des Beaux Arts qui produit le goût de la qualité picturale des dessins.
Sous la direction d'Elies Rogent (1871-1889) puis de Lluís Domènech i Montaner (1900-1901, 1905-1919), l'école développe un cycle assez cohérent qui se définit par une attitude éclectique proche du modernisme. L'école participe modérément à l’effervescence de la pensée nationaliste romantique catalane.
En 1914, alors qu'est créée la Mancommunauté, les études sont rendues plus longues et plus complexes. L'école s'ouvre à d'autres tendances. Avec le Noucentisme, les projets sont plus fonctionnels : l'école conçoit l'architecture des institutions publiques, de l'industrie et de la société civile et religieuse catalane.
Malgré l'intention de s'ouvrir à l'extérieur, l'horizon de l'école est étroit et limité comme le confirme la timidité avec laquelle sont reçus les propositions les plus audacieuses. Les étudiants des années 1920 sont confrontés à l'allant d'une vague naissante d'avant-garde et, vers la fin de la décennie, critiquant l'institution et les modèles d'enseignement. Une des alternatives à l'enseignement officiel a été proposé par l'Association des étudiants en architecture, en organisant des conférences et des expositions dans le but de combler le manque de discussions tant dans l'école que dans le milieu professionnel.
Après la défaite du soulèvement nationaliste (es) du 19 juillet 1936, une nouvelle situation s'impose : l'école se vide de ses étudiants et enseignants. La Révolution sociale qui vient de commencer reconsidère au sein du Conseil de l'École Nouvelle Unifiée (es) les programmes d'enseignement qui sont réécrits en 1937 par l’Union des Architectes de la Catalogne : il y a la socialisation de la profession et réorganisation des enseignements. La nomination de Josep Torres i Clavé (es) en tant que commissaire délégué de la Généralité auprès de l'école en 1938, permet de tenir une série de réunions pour examiner le programme d'études. La référence au modèle du Bauhaus, l'assouplissement des évaluations, le rapport direct entre enseignement et pratique de la profession, la mobilité des enseignants et la révocation des professeurs de la période précédente sont les principaux traits de cette transformation. Ce nouveau programme vise à répondre aux aspirations à une nouvelle structure sociale mais ne pourra être mis en pratique en raison de la fermeture de l'école peu de temps après.
Après la guerre, la reprise de l'enseignement marquera une claire continuité avec les attitudes antérieures. L'inertie, tant du professorat que des méthodes et du système lié à l'académisme, renforcera un enseignement rhétorique et peu créateur. L'école, absorbée dans une monumentalité obsolète à la marge de l'exaltation esthétique du franquisme vantera le Grand Barcelona proposé en 1929.

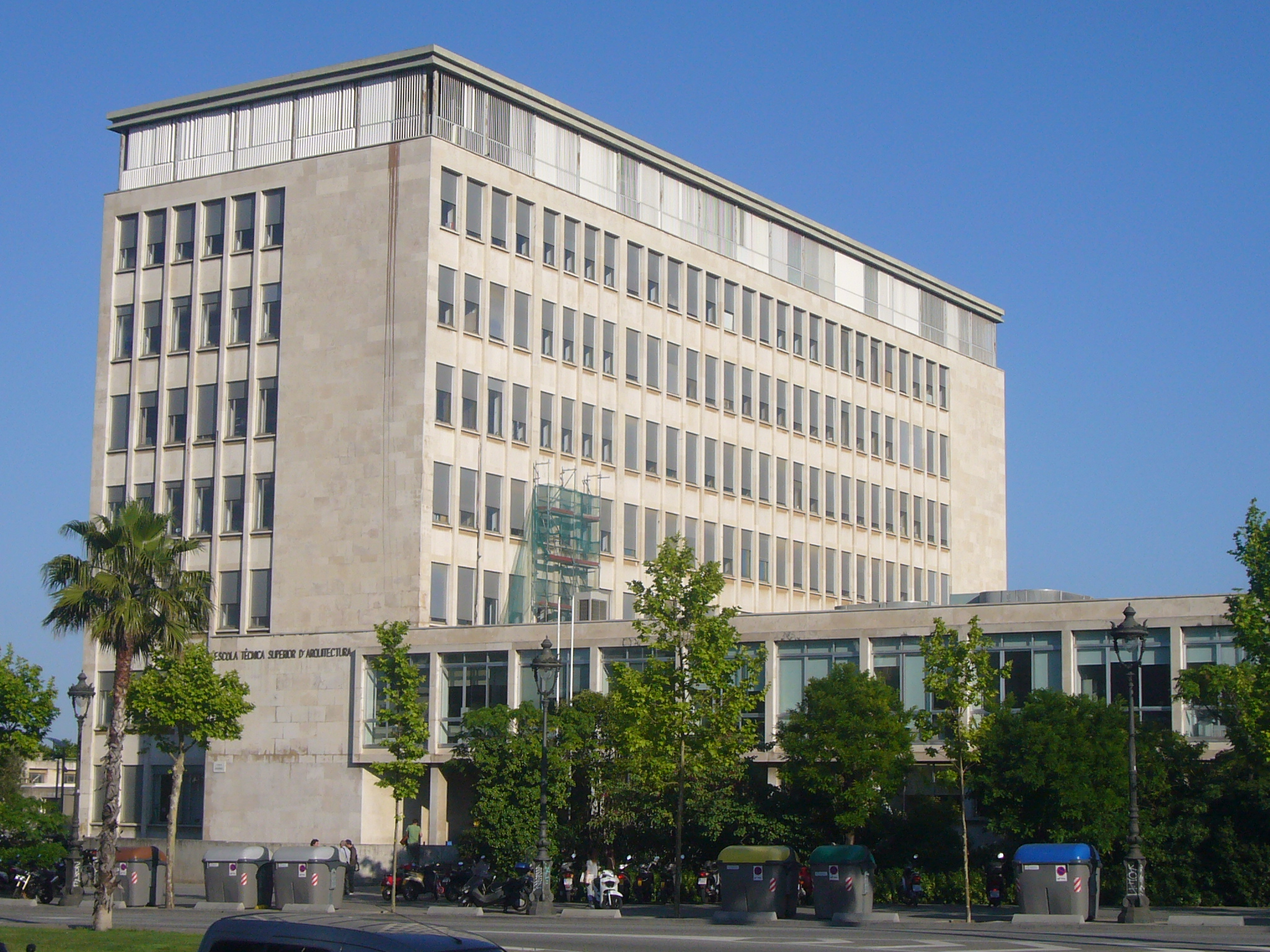
Escola Tècnica Superior d'Arquitectura de Barcelona.

Le bâtiment actuel est entré en fonction en 1961, et se situe sur l'avenue Diagonale, au numéro 649, dans la zone universitaire de Barcelone.

## Cursus et diplômes
Elle prépare au titre d'architecte et le délivre. On y enseigne également des doctorats et des programmes de Master.

## Personnalités
- Francisco de Paula del Villar y Lozano, directeur de l'institution de 1889à 1900[2].
- Nicolás María Rubió Tudurí
- Pere Domènech i Roura
- Oriol Bohigas i Guardiola
- Enric Catà
- Beth Galí